# Paul Dillon
 (octobre 2014).
Si vous disposez d'ouvrages ou d'articles de référence ou si vous connaissez des sites web de qualité traitant du thème abordé ici, merci de compléter l'article en donnant les références utiles à sa vérifiabilité et en les liant à la section « Notes et références ».
Paul Dillon est un acteur américain né à Joliet (Illinois). Sa carrière a commencé en 1994 avec le film Blink aux côtés d'Aidan Quinn et Madeleine Stowe. Il a participé à de nombreuses séries TV, notamment NYPD Blue, Les Experts: Miami, The Guardian.
Il est plus connu pour le rôle d'Angelo dans la série Le Caméléon.
Il est le fondateur et directeur artistique du Bang Bang Spontaneous Theatre group.

## Filmographie
- 1988 : Street Generation (The Beat) de Paul Mones
- 1993 : Blink de Michael Apted : Neal Booker
- 1994 : Tueurs nés d'Oliver Stone : un prisonnier
- 1995 : New York Police Blues (Saison 3 - Épisode 14) : Clyde Fullner
- 1995 : Fair Game : Hacker
- 1995 : L'Île aux pirates : Snelgrave
- 1996-2000 : Le Caméléon : Angelo
- 1997 : Austin Powers : Patty O'Brien
- 1998 : Soldier : Slade
- 1998 : New York, police judiciaire (Saison 9 - Episode 22)
- 1998 : Chicago Cab : le chauffeur de taxi
- 1999 : Fight Club : Irvin
- 2002 : Le Protecteur (Saison 2 - Épisode 18) : Paul Tibets
- 2004 : La Vie avant tout (Saison 5 - Épisode 20) : Franck
- 2004 : Les Experts : Miami (Saison 3 - Épisode 9) : Owen Harrell
- 2005 : Night Stalker : Le Guetteur (Saison 1 - Épisode 5) : Ezekiel Seaver
- 2005 : Les Experts (Saison 6 - Épisode 2) : Joe Cavanaugh
- 2006 : The Closer : L.A. enquêtes prioritaires (Saison 2 - Épisode 1) : Capitaine Leahy
- 2008 : The Shield (Saison 7 - Épisodes 7 8 9 12 13) : Chaffee
- 2009 : The Butcher : Doyle